# Theretra alecto
Theretra alecto ist ein Schmetterling (Nachtfalter) aus der Familie der Schwärmer (Sphingidae). Der zweite Teil des wissenschaftlichen Namens, das Artepitheton, leitet sich von Alekto (Ἀληκτώ „die niemals Rastende“), einer Göttin der Griechischen Mythologie, ab. Das Verbreitungsgebiet der Art umfasst weite Teile der südlichen Paläarktis und der Orientalis. Die Raupen ernähren sich hauptsächlich von Weinreben (Vitis) und Jungfernreben (Parthenocissus) und können bei stellenweise zu beobachtendem Massenauftreten in der Landwirtschaft Schäden anrichten.

## Merkmale

### Falter

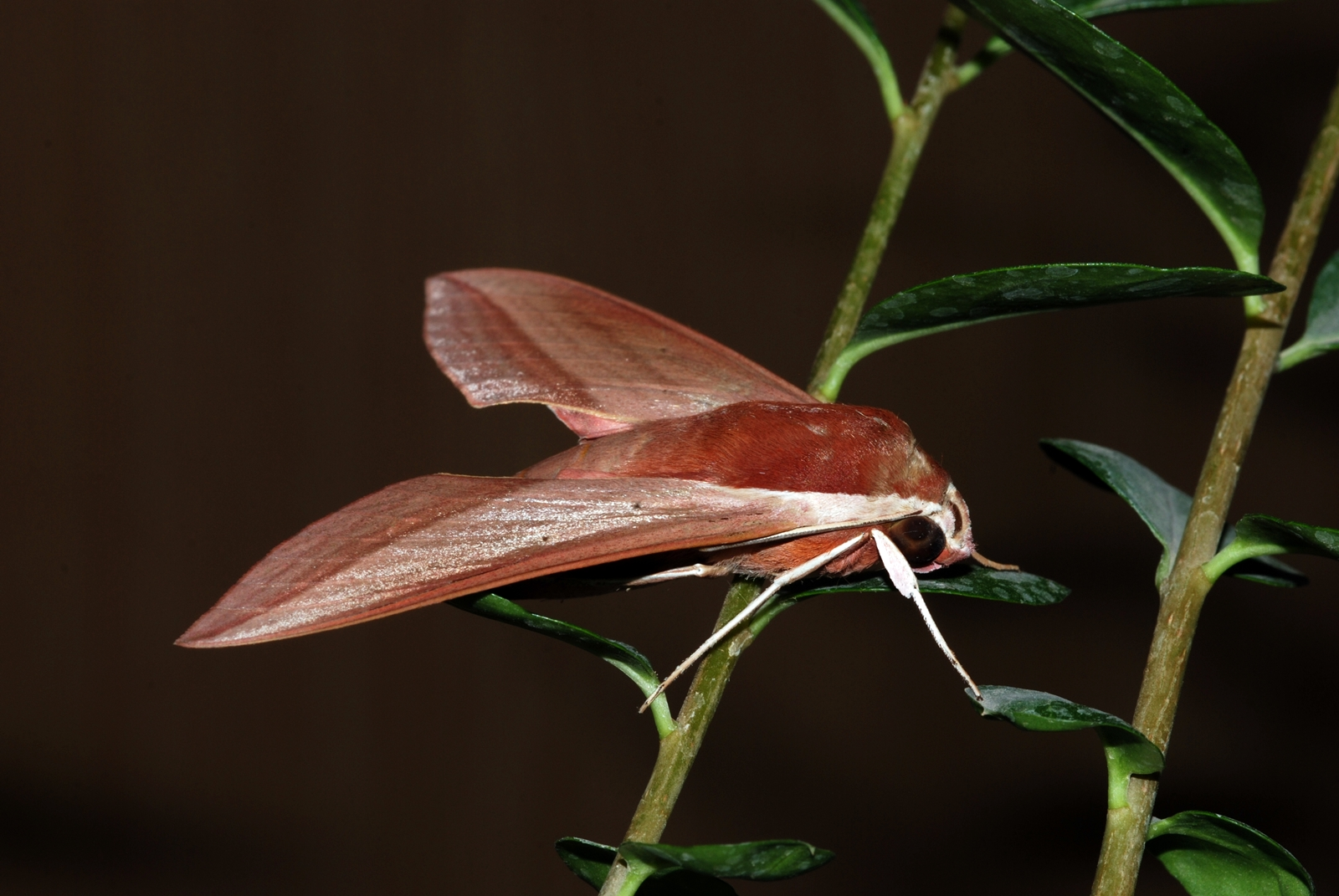
Falter von Theretra alecto in der Seitenansicht

Die Falter haben eine Flügelspannweite von 75 bis 106 Millimetern. Sie haben braun gefärbte Vorderflügel mit einer feinen, schrägen, dunklen Submarginallinie vom Flügelinnenrand bis zur Flügelspitze (Apex). Die Hinterflügel sind überwiegend rosa gefärbt, basal sind sie schwarz und im Analwinkel tragen sie einen weißen Fleck. Die Färbung ist insbesondere in Abhängigkeit von den Umweltbedingungen, die Raupe und Puppe vorfinden, unterschiedlich intensiv, ansonsten jedoch wenig variabel. Es sind eine Reihe von Formen beschrieben worden: T. alecto f. transcaspica O. Bang-Haas hat eine orangerote Submarginallinie auf den Vorderflügeln, T. alecto f. cretica Boisduval ist deutlich blasser gefärbt und hat einen gelbbraunen Farbstich auf den Vorderflügeln sowie orangerote Hinterflügel. Die Unterschiede der Formen ergeben sich vor allem, jedoch nicht ausschließlich, durch ihr Verbreitungsgebiet. Erstere Form ist aus Turkmenistan beschrieben, T. alecto f. cretica tritt vor allem in den trockenen und heißen Regionen Südosteuropas und im Mittleren Osten auf.
Die Fühler sind auf der Oberseite weiß, unterseits gelblich. Der Thorax ist braun und hat an den Seiten je eine weißliche Linie. Diese verläuft entweder von der Kopfspitze bis zur Basis der Flügel, oder geht in die Grundfarbe der Körperunterseite und der Körperseiten über, die gleich der Farbe der Flügelunterseiten ist. Die Oberseite des Körpers hat dieselbe Farbe wie die Oberseite der Flügel.

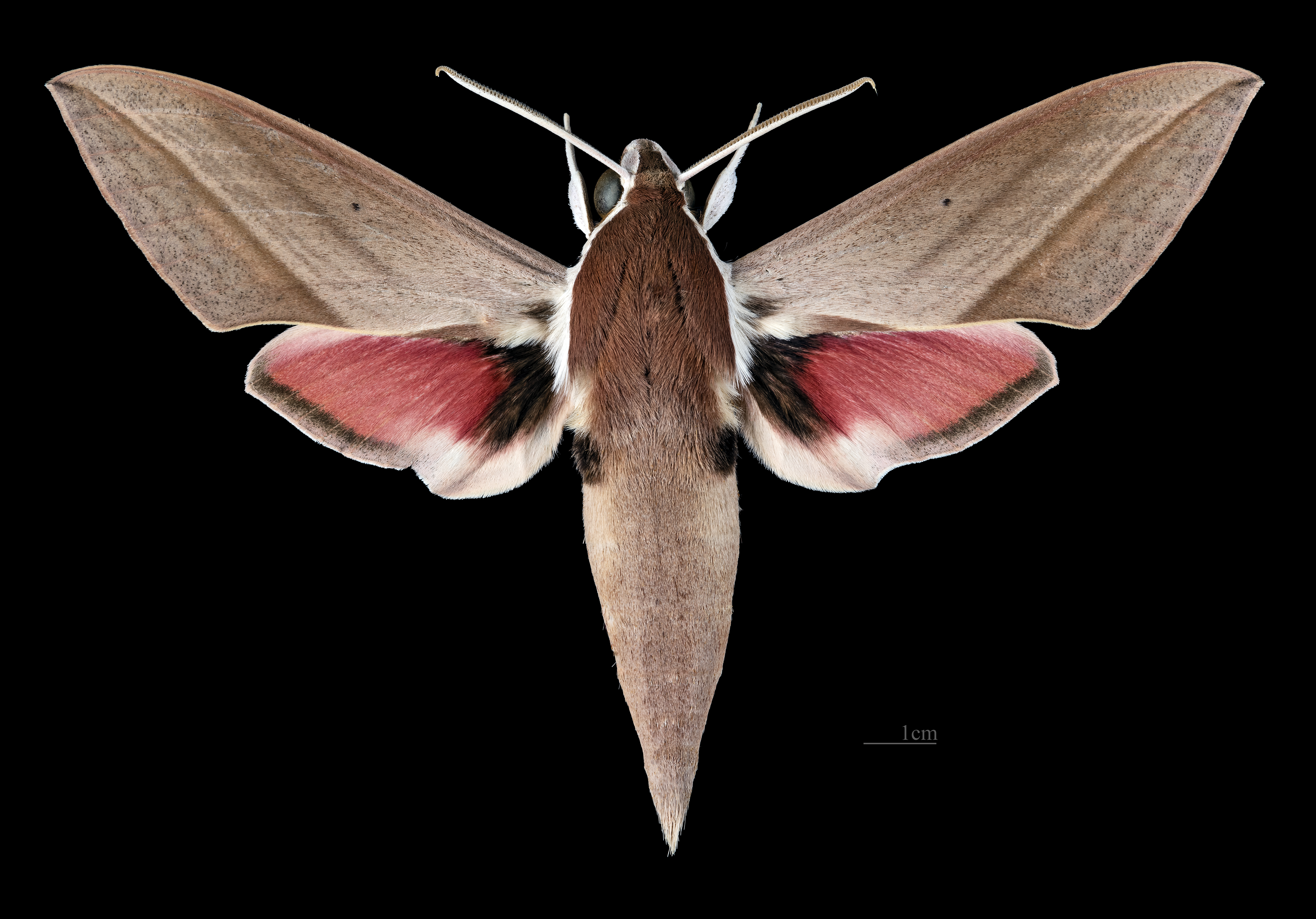
♂ Theretra alecto
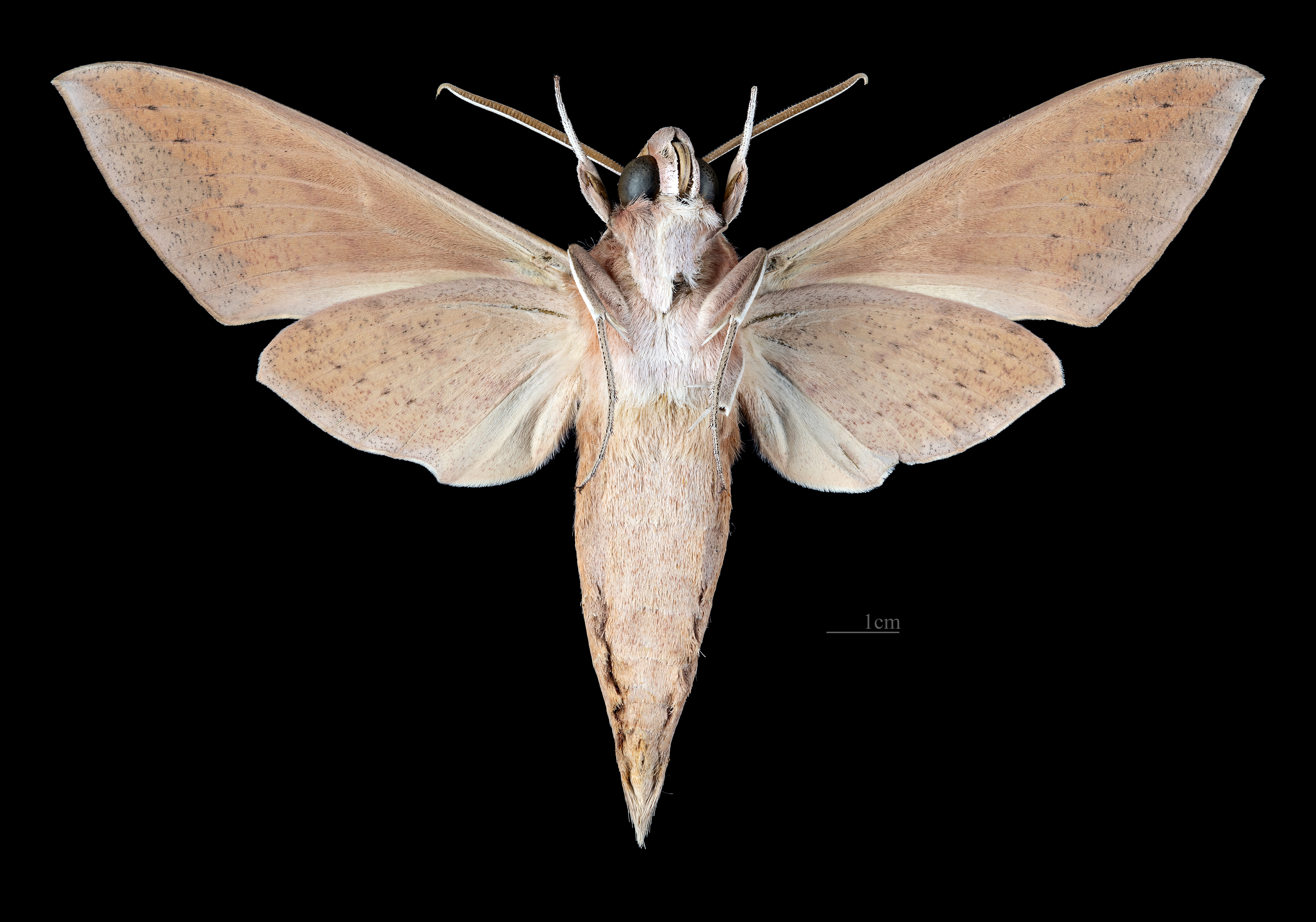
♂  △ Theretra alecto
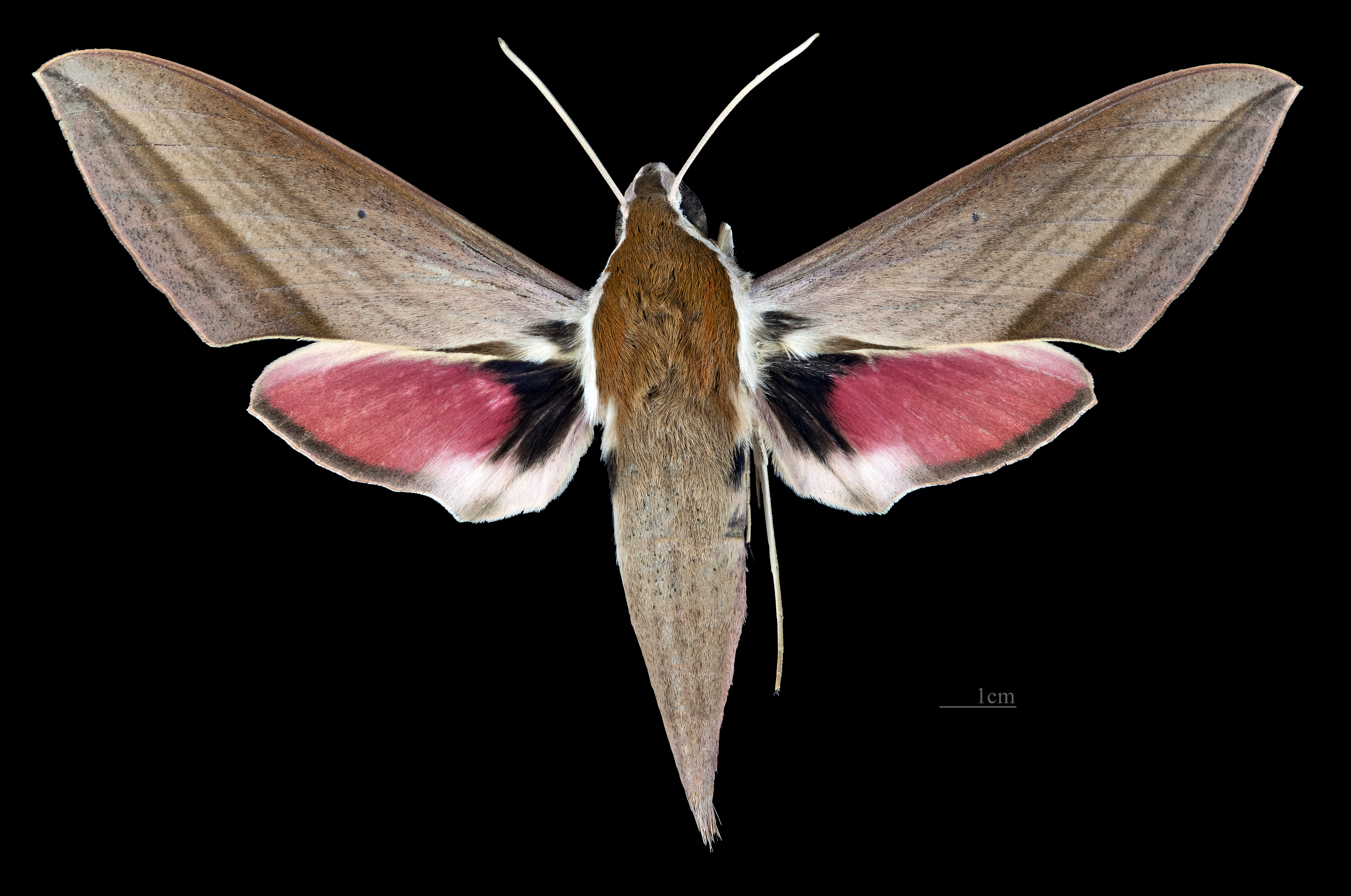
♀ Theretra alecto
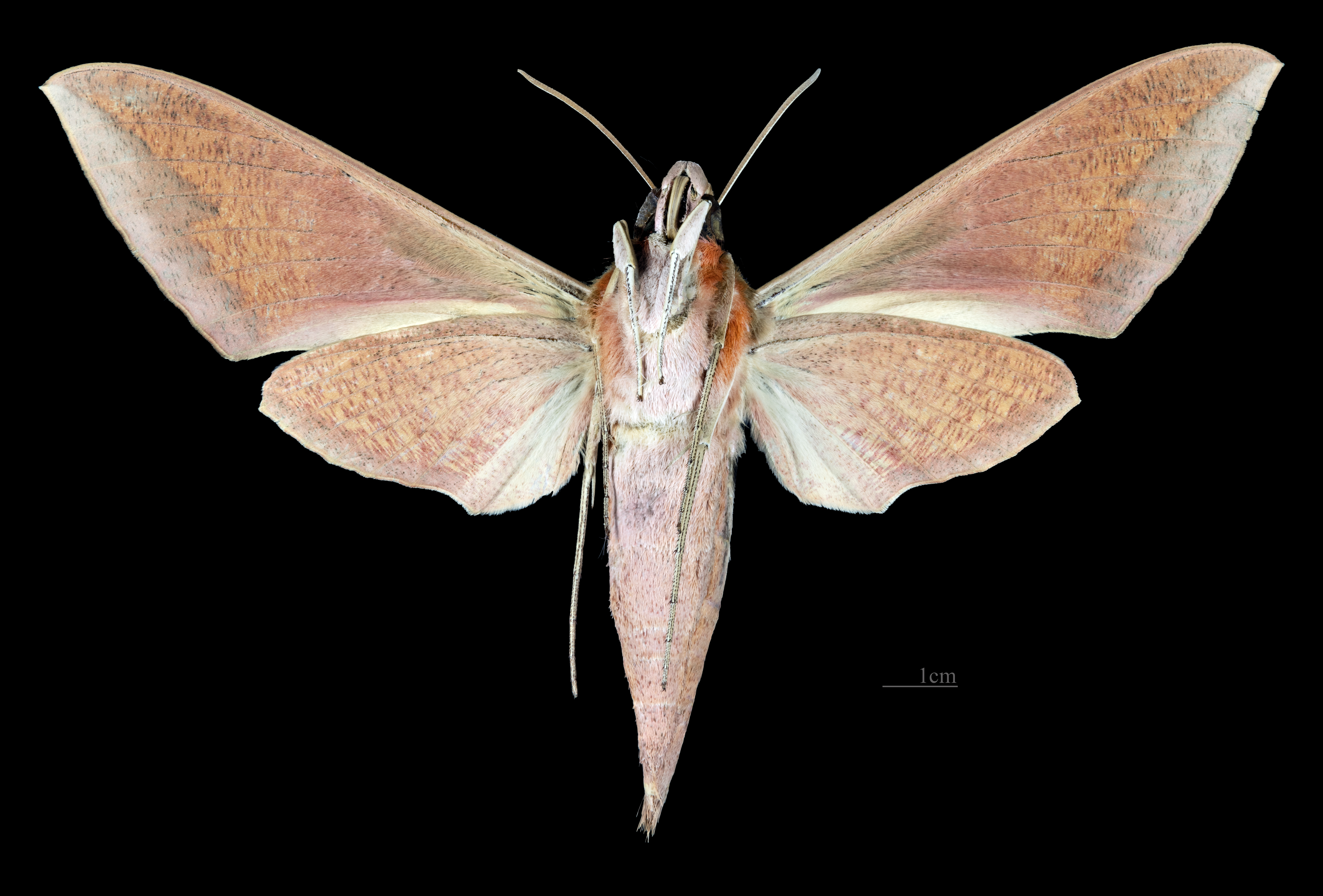
♀  △ Theretra alecto

### Raupe

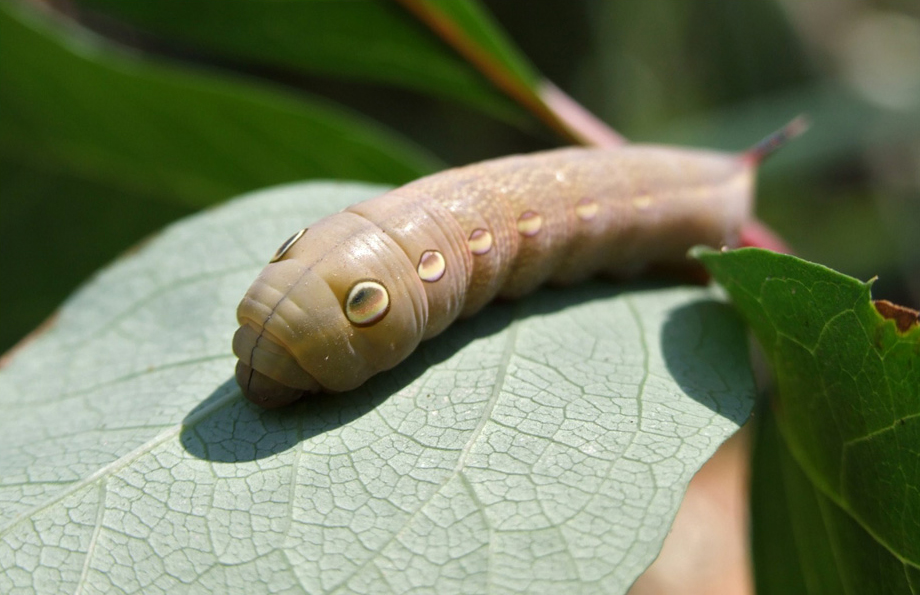
Raupe von Theretra alecto

Die Raupen haben im letzten Stadium eine Körperlänge von 80 bis 110 Millimetern bei einem Körperdurchmesser von etwa 11 Millimetern. Ihr Analhorn erreicht eine Länge von 10 Millimetern.
Im ersten Stadium sind die Raupen blassgelb gefärbt und haben ein langes, gerades, schwarzes Analhorn. Nach dem Fressen an der Nahrungspflanze verfärbt sich die Körperfarbe zu Grün, wie sie es auch im zweiten Stadium ist.
Im dritten Stadium sind der Kopf und der Körper grün, wobei ein dunkelgrüner Rückenstreifen sowie je ein weißer Streifen beidseits des Rückens (dorsolateral) ausgebildet ist. In den dorsolateralen Streifen auf dem fünften bis elften Segment befinden sich Augenflecken. Die Augenflecken auf dem fünften Segment sind größer als die übrigen. Sie sind entweder rötlich oder blau und schwarz umrandet. Das lange, dünne Analhorn ist basal rot oder orange, ansonsten schwarz gefärbt. Ab dem dritten Raupenstadium treten auch Individuen auf, die eine dunklere Körperfarbe aufweisen.
Im vierten Stadium ist der grüne Körper der Tiere mit gelben Flecken versehen, die jedoch auf dem zweiten bis fünften Segment fehlen. Auf diesen Segmenten befindet sich eine schmale, schwarze, scharf begrenzte Rückenlinie, die nach hinten bis zum elften Segment braun und diffus begrenzt ist. Die Dorsolateralstreifen sind nach oben durch einen dunkelgrünen Schatten begrenzt. Der Augenfleck auf dem fünften Segment ist groß und rund, die Pupille ist oben schwarz mit einem roten oder bräunlichpurpurnen Ton, sie ist unten breit leuchtend gelb gesäumt, oben schmal weiß und dann insgesamt schwarz gerandet. Die übrigen Augenflecken sind länglich-oval, ihre Pupille ist oben violett oder rot, unten gelb und das Ganze ist schwarz umrandet. Das Analhorn ist mittellang, gerade oder leicht nach oben oder unten gekrümmt. Seine Basis ist mattrot, ansonsten ist es glänzend schwarz und hat bei manchen Individuen eine weiße Spitze. Das gesamte Analhorn ist mit entsprechend gleich gefärbten kleinen Tuberkeln versehen.
Im fünften und letzten Raupenstadium ist der Kopf matt und hat eine glatte Oberfläche, wie auch der Körper. Die Körpersegmente vier und fünf sind deutlich angeschwollen. Das Analhorn ist mittellang. Es ist basal gedrungen, verjüngt sich gleichmäßig zu einer Spitze und ist leicht nach unten gekrümmt. Seine Oberfläche ist matt und mit kleinen Tuberkeln versehen. Es gibt eine grüne, eine braune-violette und eine rotbraune Farbmorphe. Erstere hat einen grasgrünen Kopf. Der Körper ist oberhalb der Dorsolateralstreifen dunkelgrün, unterhalb blassgrün und eng fein weiß bepunktet. Die Dorsolateralstreifen sind blassgelb und verlaufen vom zweiten Segment bis zur Basis des Analhorns. Sie werden durch die Augenflecken unterbrochen. Am Rücken verläuft eine schmale, dunkelgrüne Linie. Der Augenfleck auf dem fünften Segment ist länglich-oval, die Pupille ist oben birnenförmig schwarz, darunter grün oder violett-braun. Die Pupille ist unten breit, ansonsten schmal blassgelb gerandet und dann wiederum fein braun oder grün umrandet. Die Augenflecken auf dem sechsten bis elften Segment sind länglich-oval, ihre obere Hälfte ist grün oder violettfarben, oberseits blasser, die untere Hälfte ist gelb und geht in den gleichfarbigen dorsolateralen Streifen über. Der ganze Augenfleck ist fein braun oder grün umrandet. Das Analhorn ist violett, die Beine rot, wobei jedes ihrer Segmente am distalen Ende fein gelb gefärbt ist. Die Stigmen sind violett mit einem feinen braunen Ring.
Bei der braunen Farbvariante der Raupen ist Grün durch Olivbraun oder Bräunlich-violett ersetzt. Die Augenflecken sind wie bei der grünen Variante gefärbt, jedoch dunkler. Es befinden sich sieben breite, dunkelbraune Schrägstreifen an den Seiten des Körpers, die pink gesäumt sind.

### Ei und Puppe

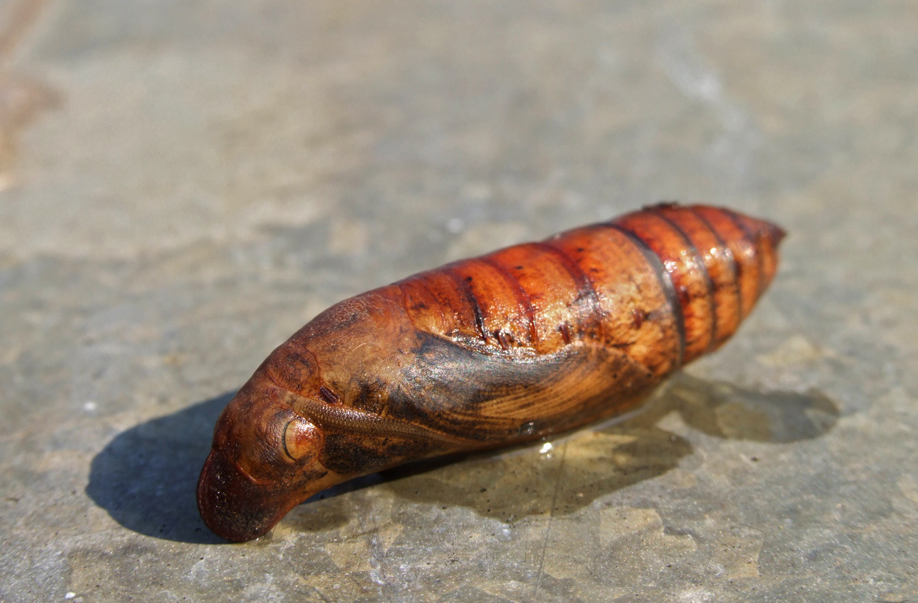
Puppe von Theretra alecto

Die schwach ovalen Eier haben in der Regel einen Durchmesser 2,0 mal 1,75 Millimetern. Sie variieren jedoch in Relation zur Größe der Weibchen und können auch nur 1,7 mal 1,45 Millimeter groß sein. Sie sind blassgrün und haben eine glänzende, glatte Oberfläche und sehen damit denen des Pappelschwärmers (Laothoe populi) ähnlich. Zwei bis drei Tage nach der Eiablage verfärben sie sich gelb.
Die Puppe ist 45 bis 69 Millimeter lang und etwa 13 Millimeter breit. Sie ist matt ockerfarben, die Rüsselscheide ist rotbraun. Kopf und Hinterleib haben dorsal einen grünlichen Streifen. Die Stigmen und der kurze, breit dreieckige, nach unten gekrümmte Kremaster sind schwarz.

## Systematik
Theretra alecto wurde 1758 von Carl von Linné in der 10. Auflage des Werks Systema Naturae als Sphinx alecto erstbeschrieben. Das Artepitheton alecto leitet sich von Alekto (Ἀληκτώ), einer der drei Rachegöttinnen der Griechischen Mythologie, ab. Jacob Hübner beschrieb 1819 die Gattung Theretra, der die Art heute zugerechnet wird. Neben der Nominatform Theretra alecto alecto  wird von Danner/Eitschberger/Surholt (1998) auch noch die Unterart Th. a. cretica (Boisduval, 1827) anerkannt. Andere Autoren halten diesen Unterartstatus jedoch nicht für gerechtfertigt, sondern gehen davon aus, dass diese Tiere nur blasser gefärbt sind, weil sie trockenere Lebensräume besiedeln.

## Vorkommen und Lebensraum

Verbreitung von Theretra alecto

Das Verbreitungsgebiet der Art umfasst weite Teile der südlichen Paläarktis und der Orientalis. Es reicht im Westen von Griechenland und Bulgarien über den Süden und Osten der Türkei, Zypern, Transkaukasien, weite Teile des Iran, Turkmenistan, Usbekistan, Kirgistan und Afghanistan sowie von dort südlich über den Irak, Libanon, Israel und die fruchtbaren Gegenden Ägyptens. Nach Osten erstreckt sich das Areal dann über Pakistan, Indien, Sri Lanka, Nepal und den Süden Chinas bis Taiwan, bis in den Süden Japans, bis zu den Philippinen und Indonesien. Sie besiedelt vor allem Gegenden, wo Weinbau betrieben wird bzw. Weinrebengewächse (Vitaceae) wachsen. In Europa findet man sie eher an Zierpflanzen als in Weingärten, da sie dort in der Regel durch den Pestizideinsatz zugrunde geht. In Griechenland ist die Art bis in eine Höhe von 1200 Metern nachgewiesen. Sie ist mit Ausnahme des Taubenschwänzchens (Macroglossum stellatarum) die häufigste Art ihrer Familie im Libanon.
Wandernde Individuen findet man westlich bis nach Sizilien und bis in den Norden Rumäniens. Auf Korfu dürfte die Art bodenständig sein.

## Lebensweise
Über die Lebensweise der Imagines ist wenig bekannt. Sie lassen sich sowohl durch künstliche Lichtquellen als auch durch Blüten anlocken.

### Flug- und Raupenzeiten
Im westlichen Verbreitungsgebiet fliegt die Art in der Regel in drei überlappenden Generationen im April/Mai, Juni/Juli und August/September. Manchmal tritt auch eine weitere, unvollständige Generation im Oktober und November auf. In China fliegen die Tiere je nach Region zwischen Ende März bis Mitte Juni, in Taiwan von Juli bis Oktober, in Japan je nach Region von Mitte Mai bis Anfang September. Die Raupen findet man im westlichen Verbreitungsgebiet normalerweise zwischen Mai und Ende September.

### Nahrung der Raupen
Die Raupen ernähren sich im östlichen Verbreitungsgebiet von Arten der Gattungen Weinreben (Vitis), Jungfernreben (Parthenocissus), Cissus, Leea, Färberröten (Rubia), Brechsträucher (Psychotria), Saurauia, Dillenia und Tetracera, wobei Nahrungspflanzen aus China bislang unbekannt sind. Im westlichen Verbreitungsgebiet findet man die Raupen vor allem an Weinreben und Jungfernreben, so beispielsweise im Süden der Türkei vor allem an Weinrebe (Vitis vinifera) und Parthenocissus quinquefolia. Seltener findet man sie an Färberröten und Baumwolle (Gossypium spp.).

## Entwicklung
Die Weibchen legen bis zu fünf Gelege mit insgesamt etwa 150 bis 250 Eiern sowohl an der Oberseite als auch an der Unterseite von jungen Blättern der Nahrungspflanzen ab. Die Raupen wachsen sehr schnell und sind bereits nach 15 bis 25 Tagen ausgewachsen. Auf Grund ihrer Vorliebe für Weinrebengewächse und ihres stellenweise massenhaften Auftretens können sie in der Landwirtschaft Schäden anrichten.
Sind die Raupen ausgewachsen, verlassen sie sehr schnell die Pflanzen und suchen nach einer geeigneten Stelle zur Verpuppung. Diese findet an unterschiedlichen Orten statt. Meistens erfolgt sie in einem locker gesponnenen Kokon zwischen Laub am Boden. Andere Verpuppungsorte sind unter Steinen oder hinter Rinde, jeweils ohne Gespinst. Während des Sommers verpuppen sich viele Raupen oberirdisch, indem sie mehrere Blätter der Nahrungspflanzen miteinander verspinnen. Die Puppe selbst ist innerhalb des Kokons nicht befestigt. Die Puppenruhe dauert 15 Tage bis fünf Monate. Die Puppe ist auch das Überwinterungsstadium.
In China sind keine Parasitoide der Art bekannt. Aus dem westlichen Teil des Verbreitungsgebietes sind dagegen die Schlupfwespen Hyposoter didymator und Mesochorus discitergus als Parasitoide nachgewiesen.

## Belege